# Chung Jae-won
Chung Jae-won (21 juni 2001, Seoel) is een Zuid-Koreaanse langebaanschaatser. Hij nam in 2018 op 16-jarige leeftijd deel aan de Olympische Winterspelen in het Zuid-Koreaanse Pyeongchang. Hij won met het Zuid-Koreaanse team zilver op de ploegenachtervolging. Daarmee was Chung de jongste medaillewinnaar van het Olympische schaatstoernooi van 2018. Daarnaast speelde hij op de massastart een cruciale rol als ploeggenoot van eindwinnaar Lee Seung-Hoon.
Chung Jae-won is de jongere broer van Chung Jae-Woong. Zijn oudere broer nam eveneens deel aan de Olympische Winterspelen van 2018.

## Records

### Persoonlijke records[1]
| Afstand      | Tijd     | Datum            | Baan           |
| ------------ | -------- | ---------------- | -------------- |
| 500 meter    | 36,94    | 9 maart 2018     | Salt Lake City |
| 1000 meter   | 1.14,51  | 26 januari 2018  | Seoul          |
| 1500 meter   | 1.43,90  | 27 januari 2024  | Salt Lake City |
| 3000 meter   | 3.42,95  | 2 maart 2018     | Salt Lake City |
| 5000 meter   | 6.19,13  | 1 december 2017  | Calgary        |
| 10.000 meter | 13.35,08 | 17 december 2022 | Calgary        |

(laatst bijgewerkt: 15 februari 2024)

## Resultaten
| Jaar | WK Allround           | WK Afstanden                  | Olympische Spelen                | WK Junioren                                                                              |
| ---- | --------------------- | ----------------------------- | -------------------------------- | ---------------------------------------------------------------------------------------- |
| 2018 |                       |                               | 08e massastart · 0 achtervolging | 34e 500m · 49e 1000m · 04e 1500m · 0 5000m · 15e allround · 0 achtervolging              |
| 2019 |                       | massastart · 7e achtervolging |                                  | 16e 500m · 0 1000m · 0 1500m · 04e 5000m · allround · DNF massastart · 04e achtervolging |
| 2020 |                       | 8e massastart                 |                                  |                                                                                          |
|      |                       |                               |                                  |                                                                                          |
| 2022 |                       |                               | 0 massastart · 06e achtervolging |                                                                                          |
| 2023 |                       | 15e massastart                |                                  |                                                                                          |
| 2024 | NC12 (6e, 18e, 7e, -) | 24e 1500m 11e massastart      |                                  |                                                                                          |
| 2025 |                       | 20e 1500m 11e massastart      |                                  |                                                                                          |